# Графорд (Техас)
Графорд (англ. Graford) — місто (англ. city) в США, в окрузі Пало-Пінто штату Техас. Населення — 669 осіб (2020).

## Географія
Графорд розташований за координатами 32°56′15″ пн. ш. 98°14′51″ зх. д. / 32.93750° пн. ш. 98.24750° зх. д. (32.937415, -98.247505).  За даними Бюро перепису населення США в 2010 році місто мало площу 1,86 км², уся площа — суходіл.

## Демографія
Згідно з переписом 2010 року, у місті мешкали 584 особи в 206 домогосподарствах у складі 148 родин. Густота населення становила 314 осіб/км².  Було 247 помешкань (133/км²).
Расовий склад населення:
| - 91,1 % — білих - 1,2 % — корінних американців - 0,7 % — чорних або афроамериканців - 0,2 % — вихідців з тихоокеанських островів - 0,2 % — азіатів - 2,7 % — осіб інших рас |

До двох чи більше рас належало 3,9 %. Частка іспаномовних становила 9,6 % від усіх жителів.
За віковим діапазоном населення розподілялося таким чином: 28,6 % — особи молодші 18 років, 59,2 % — особи у віці 18—64 років, 12,2 % — особи у віці 65 років та старші. Медіана віку мешканця становила 36,1 року. На 100 осіб жіночої статі у місті припадало 100,0 чоловіків;  на 100 жінок у віці від 18 років та старших — 97,6 чоловіків також старших 18 років.
Середній дохід на одне домашнє господарство  становив 50 655 доларів США (медіана — 49 167), а середній дохід на одну сім'ю — 58 159 доларів (медіана — 51 696). За межею бідності перебувало 20,9 % осіб, у тому числі 15,2 % дітей у віці до 18 років та 18,6 % осіб у віці 65 років та старших.
Цивільне працевлаштоване населення становило 317 осіб. Основні галузі зайнятості: освіта, охорона здоров'я та соціальна допомога — 21,8 %, будівництво — 11,0 %, сільське господарство, лісництво, риболовля — 10,7 %.